# Церква Святого Михайла (Ужок)
Церква Святого Михайла — дерев'яна церква, яка знаходиться у селі Ужок, Великоберезнянського району, Закарпатської області, пам'ятка архітектури національного значення (№ 198).
Ужоцька дерев'яна церква є своєрідною візитівкою Закарпаття. Це одна з найцікавіших споруд бойківського стилю. Вона настільки досконало поставлена на схилі, що, здається, виросла на цьому місці. Тлом для неї служить разючий природний амфітеатр, де з розлогих схилів вириваються під хмари стрімкі вершини, де варіювання форм і ефекти освітлення, кольори заліснених і трав'янистих ділянок, пологих видолинків і темних ущелин з таємничими валунами забезпечують справжню драматичну постановку, яку ніколи не набридає споглядати. Форми церкви ніби повторюють природний антураж: масивним горбом домінує центральний шатровий верх, йому підігрує маленький шатрик над вівтарною частиною, а чотирикутна невелика башта над бабинцем — граційна і наївна, ніби ще не готова до властивого баштам домінування, і виступає мов супровідна мелодія у цілісній гармонійній композиції.
Ужоцька святиня увійшла до переліку 16 дерев'яних церков карпатського регіону (по вісім від Польщі та України), що претендували на особливий статус у списку спадщини ЮНЕСКО. Остаточне рішення щодо цього було ухвалено на 37-й сесії Комітету Світової спадщини ЮНЕСКО, що проходила 21 червня 2013 року у Камбоджі. Церква Святого Михайла була включена у список світової спадщини ЮНЕСКО.
У грудні 2023 року Комітет ЮНЕСКО із захисту культурної спадщини затвердив рішення внести чергові п’ять об’єктів культурної спадщини України до Міжнародного переліку культурних цінностей, які перебувають під тимчасовим посиленим захистом. Серед них є церква Архангела Михаїла.

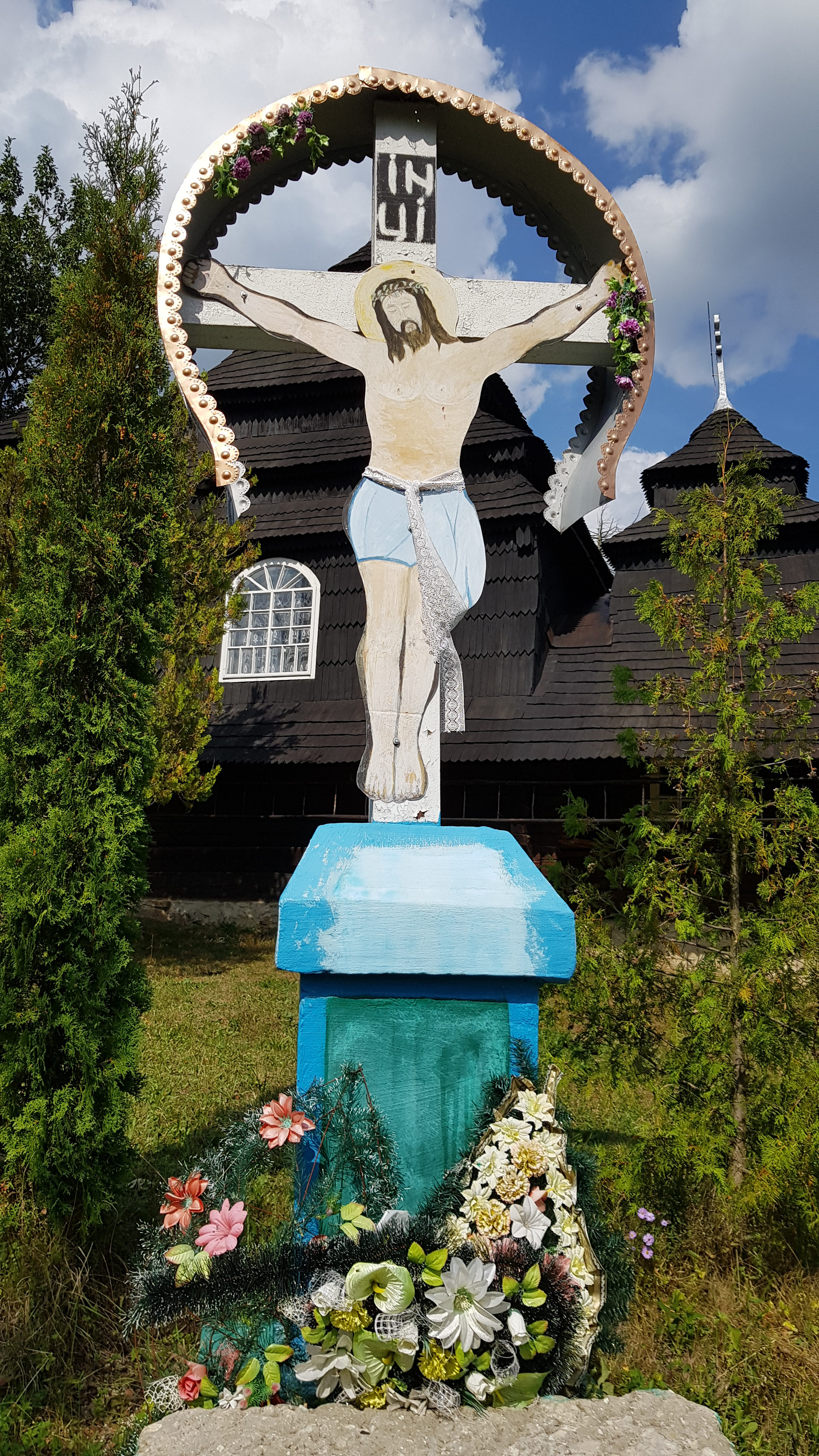
Михайлівська церква (дер.), Ужок

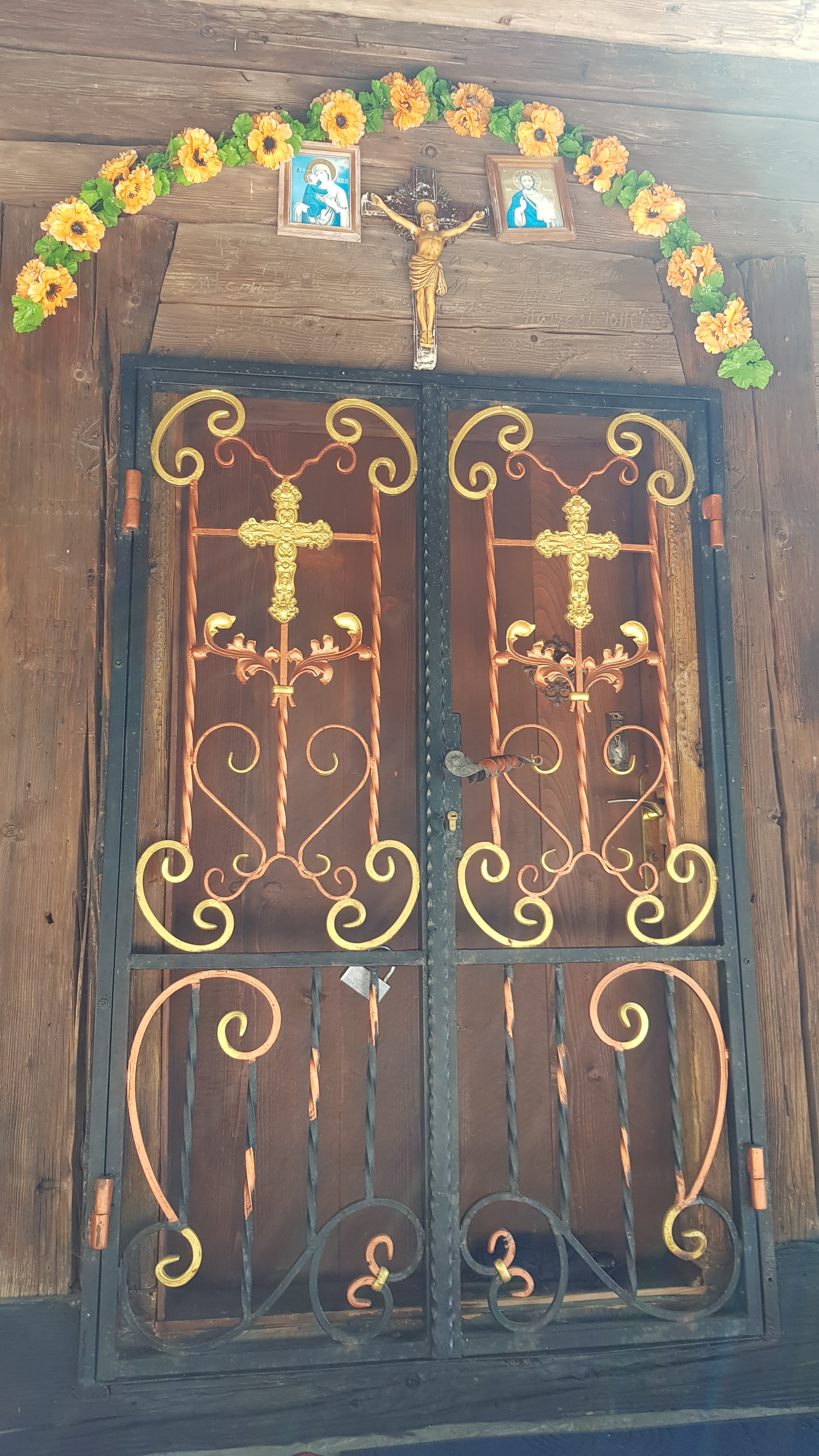
Михайлівська церква (дер.), Ужок

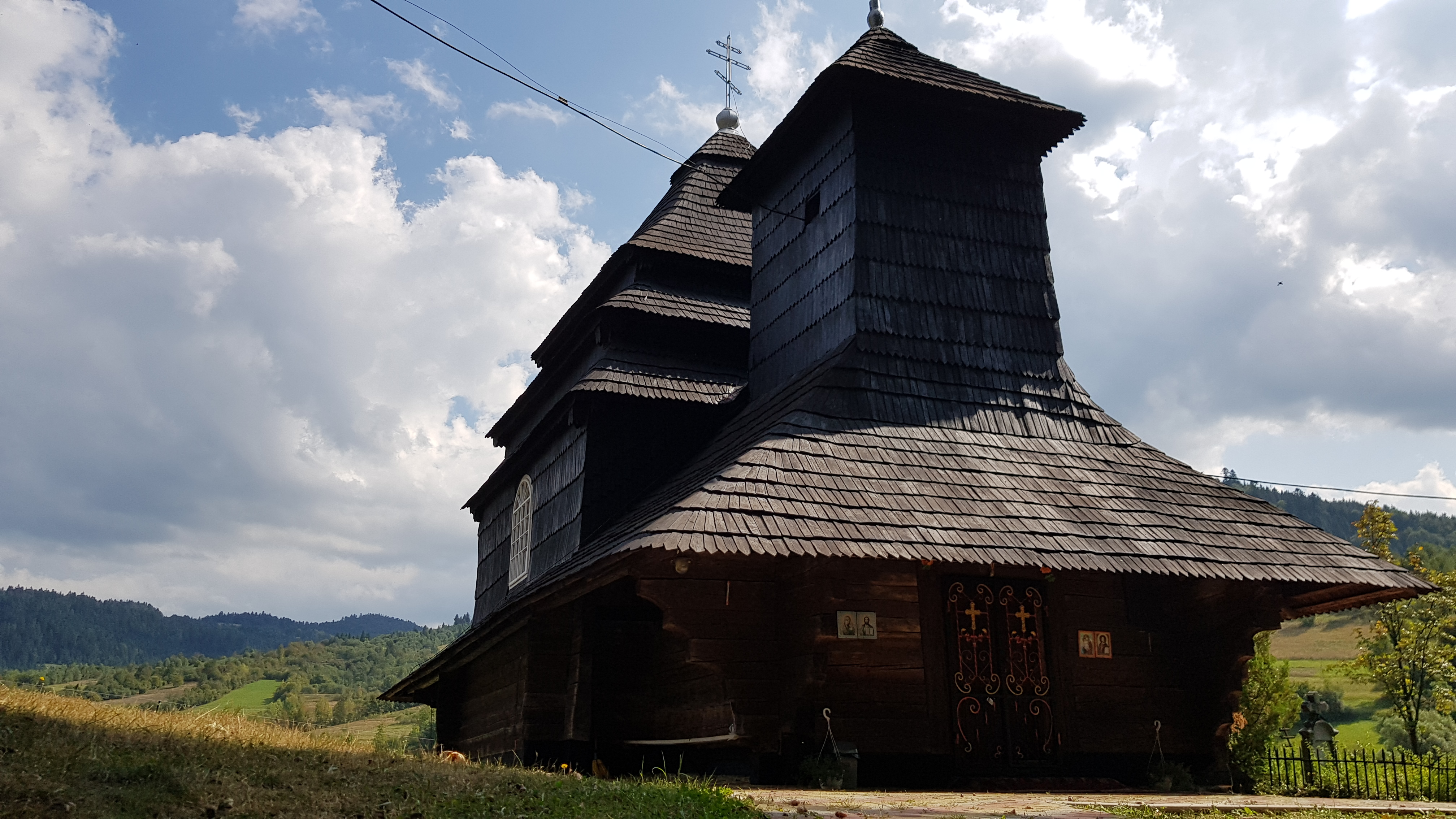
Михайлівська церква (дер.), Ужок

## Архітектура
Храм архангела Михаїла — це пам'ятник дерев'яного зодчества бойківської школи, який збудований на виступі високого пагорба. Своїми лаконічними формами він чудово вписується в гірський ландшафт. Три квадратних в плані зруби визначили композицію його обсягів, де домінанта належить середньому, верх якого має два квадратних в плані заломи й шатрове завершення. Гору над вівтарем зроблено нижчою і з одним заломом. Над бабинцем влаштована невелика дзвіниця, яка за висотою набагато перевищує вівтарний верх, але нижче центрального, що позбавляє маси храму нерухомості й вносить в його загальну композицію елемент динаміки та мальовничості.
Церква дерев'яна з ялинових брусів. Покрита ґонтом. Кутові з'єднання виконані в простий замок з двостороннім вирізом з прямим потайним зубом. Тризрубна, триверха. За виглядом і конструктивним рішенням пам'ятник належить до бойківської школи народної архітектури, проте, на відміну від неї, західний верх перевищує східний. Храм квадратний у плані, центральний зруб ширше інших прямокутних зрубів. Зруби центрального і східного обсягів перекриті шатровими верхами з заломами На плоскому перекритті бабинця влаштовані емпори, над якими підіймається невисока каркасна дзвіниця з відкритою аркадою голосників під шатровим дахом. Спирається на випуски зрубів піддашшя далі переходить у дах. На північний захід від споруди знаходиться двоярусна, квадратна в плані, дерев'яна дзвіниця. На випусках вінців першого зрубного ярусу влаштовано опасання, другий каркасний ярус покритий шатровим дахом.
Три частини храму, об'єднані широкими площинами піддашшя, нагадують конічний пагорб з трьома вершками. Камерністю і доброзичливістю дихають потемнілі за століття колоди зрубів, фігурно оброблені на кутових з'єднаннях, схил даху, вхідні двері з широким одвірком, верхня частина якого зберегла дорогоцінний напис з іменами авторів цього архітектурного твору.
Зовні Михайлівська церква проста і невибаглива. Храм позбавлений різких зовнішніх прикрас, вигадливих подробиць — він стрункий і витончений. Силует Михайлівського храму надзвичайно мальовничий, виразного малюнку, з явною перевагою горизонтального членування верхів. Широкий скат опасання, охоплюючи всю будівлю, надає йому компактний вигляд і разом з тим створює органічний перехід від навколишнього середовища до основних мас храму, які виростають над галереєю.

## Історія
Церкви верхньої течії Ужа належать до бойківського стилю і мають численну рідню на Львівщині — близько півсотні бойківських церков у Сколівському та Турківському районах і ще кілька на Івано-Франківщині та у Польщі, до якої рукою сягнути з Ужоцького перевалу. Однак закарпатські церкви творять своєрідний підстиль — тут порушено властиву бойківським церквам симетрію трьох верхів з домінантним центральним. Верх над західною частиною перетворюється на башту, і якщо в Ужоцькій церкві башта ще не перевищує центральне шатро, то в інших вже вивищується. Ще на початку XX сторіччя такі церкви стояли чи не в кожному селі верхньої течії Ужа. Зараз збережено п'ять, але три нещадно перекрито бляхою.
За переказом, у давнину Ужок був великим поселенням і мав аж сім млинів, але після пошесті чуми, що пройшла по всій Європі, в селі залишився один чоловік, який жив вище церкви. Нові поселенці прийшли з сусідніх галицьких сіл Гнила, Яворів, Сянки. Церкву збудували майстер Павло Тонів з сусіднього села Бітля на львівському боці Карпат та майстер Іван Циганин з села Тихого. Будівничі закінчили роботу 11 червня 1745 року. Інші написи на зрубі додають штрихи до історії церкви: «1895 Гирич Петро куратор важив» (тоді підважували церкву і замінювали нижні колоди зрубів) і «Гаврилко Василь куратор» — очевидно, цей куратор організував таку відповідальну ремонтну роботу, а виконав її майстер Циганин з Тихого (можливо, нащадок будівничого церкви). Розповідають, що первісно церкву збудували високо на схилі гори, але старим людям було важко туди підійматися і церкву перенесли вниз по схилу, майже до дороги. У єпископській візитації 1751 року говориться про нову церкву в Ужку, забезпечену всіма книгами та двома дзвонами.
У радянські часи церква охоронялась як пам'ятка архітектури Української РСР (№ 198). В 2018 році церква визнана об'єктом культурної спадщини національного значення, який внесено до Державного реєстру нерухомих пам'яток України (№ 070022).
Ужоцька церква вже близько 100 років надзвичайно популярна. ЇЇ фото багато разів друкувалися у періодиці, книгах і буклетах. Чимало закарпатських художників присвятили цій видатній пам'ятці свої полотна, її зображення прикрасило єпископську каплицю та каплицю вчительської семінарії в Ужгороді.

## Інтер'єр
З низького, темного бабинця, через арку-виріз можна побачити розташований в головному приміщенні різьблений позолочений іконостас. Через те, що верхні частини бані нави занурені в морок і зеніт її майже не вловлюється, посилюється відчуття висоти цього приміщення, хоча в абсолютних розмірах воно вельми скромно. Живопис і різьблення іконостасу є досить своєрідні. Особливо запам'ятовуються царські врата, на полотнищах яких майстер розташував два симетричних стебла, у верхніх завитках якого в медальйонах він написав «Благовіщення», а в нижніх — чотирьох євангелістів.
В інтер'єрі Михайлівської церкви майстер використав контраст світла і тіні. Потрапляючи з темного бабинця (приміщення для жінок) в урочисту, нарядну, освітлену центральну частину храму, який сприймається набагато більшим, ніж воно є насправді. Цей ефект безсумнівно враховували талановиті народні зодчі. Враження підсилює красивий різьблений іконостас, який грає позолотою в сонячних променях, які потрапляють сюди через вікна верху.
В інтер'єрі церква захоплює контрастом між напівтемним низьким бабинцем і величним розкритим під самий шатровий дах простором центрального приміщення. Декоративне багатство — це фігурно прорізаний прохід з бабинця до нави, різьблення іконостасу XVIII сторіччя, окремі збережені фрагменти старого різьблення, гарний балдахін і кіот у святилищі. На жаль, інтер'єр відчутно пошкоджено через благі наміри: встановлено нові вхідні двері, гладесенькі стіни оббито картоном, папером і розмальовано, перемальовано всі ікони, розвішано пластмасові квіти тощо.

## Дзвіниця

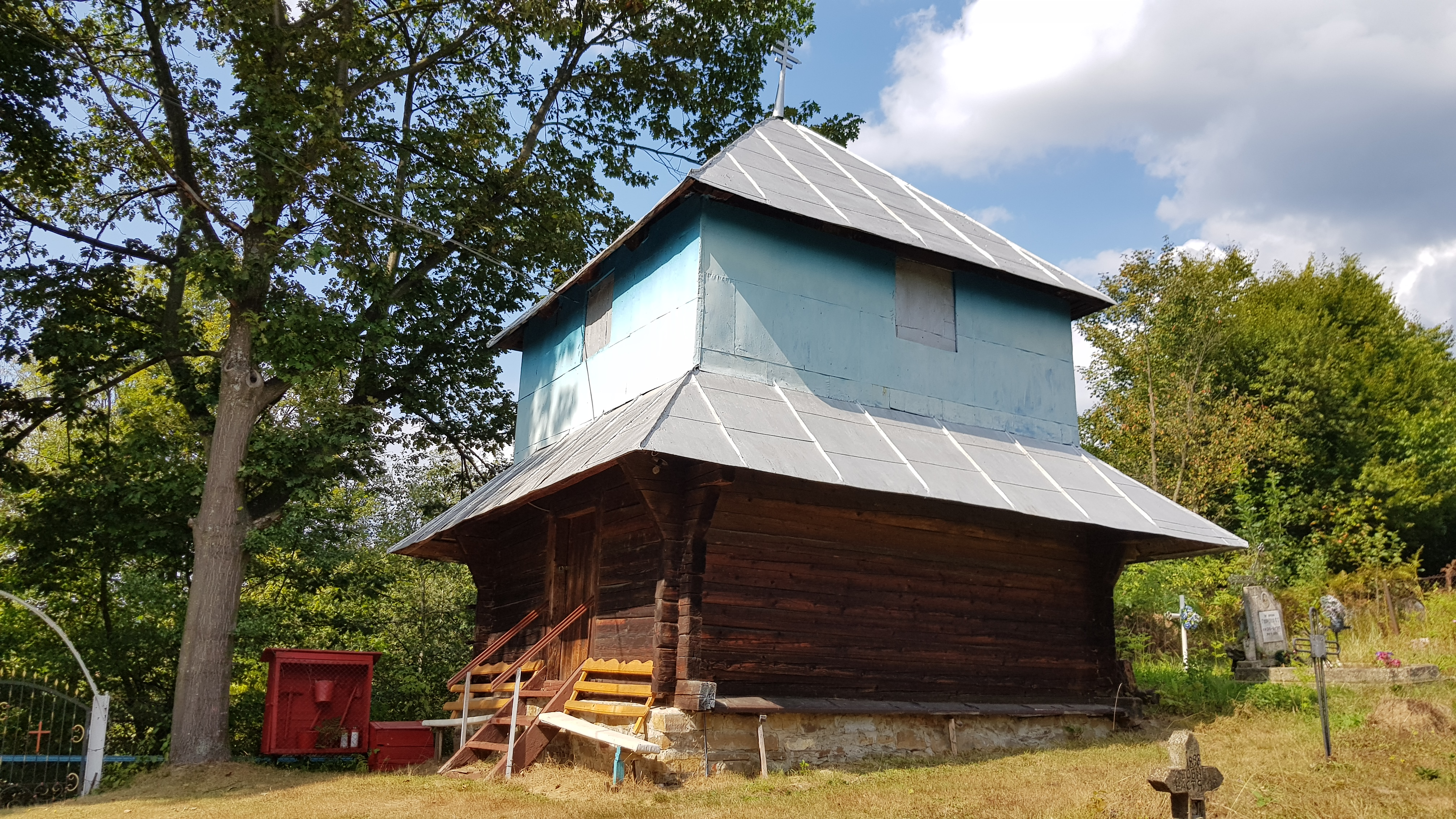
Дзвіниця Михайлівської церкви (дер.), Ужок

Біля церкви стоїть класична верховинська дерев'яна дзвіниця, квадратна в плані, двоярусна, вкрита чотирисхилим шатром, збудована у 1927 році. Під час Першої світової війни австрійський уряд реквізував дзвони на військові потреби. Два нові дзвони були значно важчими, і їх не наважилися встановити на дзвіниці.